# Pierre Kwizera
Pierre Kwizera (sinh ngày 16 tháng 4 năm 1991) là một cầu thủ bóng đá người Burundi, thi đấu ở vị trí tiền vệ cho Rayon Sport F.C..

## Sự nghiệp quốc tế

### Bàn thắng quốc tế
Tỉ số và kết quả liệt kê bàn thắng của Burundi trước.
| #  | Ngày                 | Địa điểm                                   | Đối thủ  | Tỉ số | Kết quả | Giải đấu                            |
| -- | -------------------- | ------------------------------------------ | -------- | ----- | ------- | ----------------------------------- |
| 1. | 29 tháng 3 năm 2016  | Sân vận động Sam Nujoma, Windhoek, Namibia | Namibia  | 1–1   | 3–1     | Vòng loại Cúp bóng đá châu Phi 2017 |
| 2. | 7 tháng 12 năm 2017  | Sân vận động Bukhungu, Kakamega, Kenya     | Ethiopia | 1–0   | 4–1     | Cúp CECAFA 2017                     |
| 3. | 17 tháng 12 năm 2017 | Sân vận động Kenyatta, Machakos, Kenya     | Uganda   | 1–0   | 1–2     | Cúp CECAFA 2017                     |

## Danh hiệu
Best Player of the Year
- Azam Rwanda Premier League: 2015-2016

Atlético Olympic
Á quân
- Giải bóng đá ngoại hạng Burundi (2): 2011–12, 2012–13